# Legione Georgiana
La Legione Georgiana, ufficialmente Legione Nazionale Georgiana (in ucraino Грузинський національний легіон?, Hruzyns'kyj nacional'nyj lehion; in georgiano ქართული ლეგიონი?, Kartuli legioni) è un'unità militare interamente composta da volontari georgiani facente parte delle Forze armate ucraine. Si è costituita come formazione autonoma nel 2014 per combattere dalla parte dell'Ucraina durante la guerra del Donbass, nel 2016 è stata integrata nell'esercito ucraino ed è attualmente impiegata nell'ambito dell'invasione russa dell'Ucraina del 2022.

## Storia
La Legione Georgiana è stata fondata nel 2014 da Mamuka Mamulashvili, veterano della guerra georgiano-abcasa, della prima guerra cecena e guerra russo-georgiana. A questo proposito dichiarò che "L'idea di creare la legione era quella di riunire persone di diverse nazionalità per servire insieme contro l'aggressione russa, e ce l'abbiamo fatta". I volontari georgiani hanno spesso citato la causa comune dell'Ucraina e della Georgia contro la Russia e hanno insistito sul fatto che anche combattere l'aggressione russa in Ucraina era un atto patriottico al servizio degli interessi della Georgia.
Nel dicembre 2014 l'unità è stata visitata da Giorgi Baramidze, parlamentare georgiano e futuro ministro per l'integrazione europea. Nel gennaio 2015 la legione ha avuto il suo primo caduto, il veterano dell'esercito georgiano Tamaz Sukhiashvili. Il 5 febbraio il Patriarca della Chiesa ortodossa ucraina, Filarete di Kiev, ha consegnato a 29 combattenti georgiani una medaglia per il loro "amore e sacrificio per l'Ucraina".

Nel febbraio 2016, dopo l'entrata in vigore del Protocollo di Minsk II, la legione è stata ufficialmente integrata nell'esercito ucraino, venendo inserita nel 25º Battaglione di fanteria motorizzata "Rus' di Kiev" della 54ª Brigata meccanizzata "Atamano Ivan Mazepa". Nel gennaio 2018 il comandante Mamulashvili ha dichiarato che la legione si sarebbe ritirata dalla 54ª Brigata a causa dell'incompetenza nella catena di comando, in seguito a un'operazione condotta il 16 dicembre 2017 presso Svitlodars'k che aveva comportato il ferimento di 11 volontari dell'unità.

Fotografie dei volontari georgiani caduti in Ucraina esposte sul monumento della tragedia del 9 aprile. Tbilisi, settembre 2022

Nel febbraio 2022, immediatamente prima dell'invasione russa dell'Ucraina del 2022, la Legione Georgiana era impegnata nell'addestramento di civili appena reclutati. Ha poi combattuto nei primi giorni di guerra, prendendo parte alle battaglie di Hostomel' e dell'aeroporto Antonov.
Nel marzo 2022 la legione ha dichiarato che oltre 300 nuovi volontari volevano unirsi ai ranghi. Soltanto veterani di guerra e combattenti esperti sono ammessi, e inoltre persone con opinioni estremiste non sono benvenute nell'unità. Successivamente al fallimento dell'offensiva russa su Kiev la legione è stata rischierata nell'Ucraina orientale.
La Legione Georgiana è composta da circa 500 volontari georgiani e da altrettanti provenienti da nazioni di tutto il mondo.
A partire da dicembre 2022 è stata impiegata a difesa della città di Bachmut, registrando molti caduti a causa degli intensi e continui assalti russi, ma riuscendo anche a infliggere numerose perdite ai mercenari del Gruppo Wagner. Nel corso della battaglia di Bachmut si è gradualmente ritirata verso la cittadella fortificata nella parte occidentale della città, cooperando in particolare con la 93ª Brigata meccanizzata.